# Ve den, som säger: Gud ej är
Ve den, som säger: Gud ej är (tyska: Weh dem, der leugnet, das du bist) är en psalm skriven av Balthasar Münter. Johan Olof Wallin översatte 1816 första versen till svenska och skrev själv vers 2-3 till Psalmboksförslaget detta år. Melodin är Av hjärtat haver jag dig kär.
Psalmen har fyra verser och inleds 1819 med orden:
Ve den, som säger: Gud ej är;

Hans mörka väg till döden bär

Igenom jämmerdalen.

## Publicerad i
- 1819 års psalmbok som nr 5 under rubriken "Sanningen och trösten av Guds varelse".
- Den svenska psalmboken 1937, som nummer 351 under rubriken "D. Det kristna livet - 6. Trons vaksamhet och kamp".[1]